# Отлу-Кая
Отлу-Кая (крим. Otlu Qaya) — скеля, розташована на південному сході Криму в долині між Коктебелем і Щебетовкою (Отузи), на північ від Кара-Дагу. Висота скелі — 263 метра над рівнем моря.
Назва скелі з кримськотатарської (Отлу-Кая) перекладається як «трав'яниста» або «вогняна скеля». Колись по схилу гори були розкидані камені, які в певній мірі нагадували череду овець, що пасеться, які пішли на будівництво шосе, проте місцеві жителі досі називають цю місцевість «скам'янілим стадом».
З цією скелею пов'язано чимало народних легенд і оповідей, згідно з однією з них молодий пастух, що пас овець на скелі, одного разу помітив напівголу дівчину і, «забувши борг гостинності кинувся до неї з недоброї думкою», негайно остовпівши, а разом з ним і вся його стадо.